# 바둑이

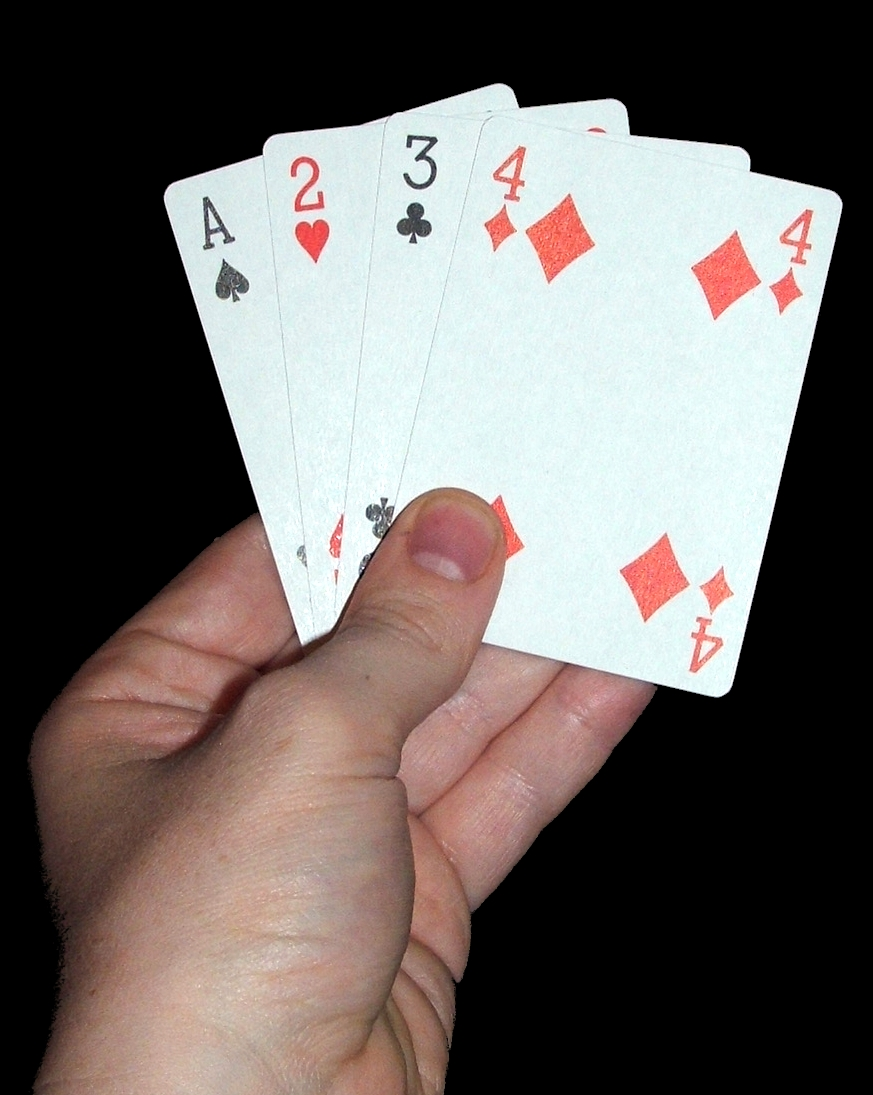
1-2-3-4. 바둑이에서 가장 높은 패이며, 흔히 골프라고 불린다.

바둑이는 포커의 한 종류로, 로우볼과 비슷한 형태를 띠고 있다. 기본적인 게임 체계와 베팅 방법은 다른 포커 게임들과 완전히 동일하지만, 바둑이는 특이하게도 다섯 장 대신 네 장의 카드를 사용한다. 하지만 한 사람이 쓰는 카드가 많기 때문에, 두 명에서 네 명의 사람들을 위한 게임으로 적절하다. 플레이어는 자신의 카드 네 장을 세 번 바꿀 수 있는 기회가 주어지는데, 한 장도 바꾸지 않아도 되고 네 장 모두를 바꿀 수도 있다. 다른 포커 게임과 같이, 바둑이는 돈을 따는 것이 목적인 도박 게임으로, 각 판의 승자는 그 판에서 가장 좋은 패를 가진 사람이 된다.
바둑이는 대한민국에서 유래한 것으로 추측되며, 현재 전 세계와 온라인상에서 플레이되고 있다.

## 바둑이의 예
게임이 시작되면 모든 플레이어들은 네 장의 카드를 받는다. 모든 플레이어들은 자신의 카드만 볼 수 있고, 자신의 카드가 아닌 카드는 전혀 볼 수 없다. 이 상태에서 한 번의 베팅을 한다.
베팅이 모두 끝났으면, 자신의 패를 한 번 바꿀 수 있다. 이 패를 바꾸는 동작을 '아침을 먹는다'고 부른다. 패를 돌린 사람의 왼쪽 사람부터 차례대로 패를 바꾼다. 패를 바꿀 때는, 한 사람이 패를 바꾼 후에야 다음 사람이 몇 장을 바꿀 것인지 말할 수 있다. 바꿔지기 전에 플레이어의 손에 있던 카드들은 다음 판까지 절대 사용되지 않는다. 다음에 또 한 번의 베팅이 있다.
같은 방법으로 다시 패를 바꾼다. 이 동작은 '점심을 먹는다'고 부르는데, 이 때부터 바꿀 수 있는 카드의 수에 제한이 생기기도 한다. 그리고 또 한 번의 베팅이 있고, 마지막으로 패를 다시 한 번 바꿀 수 있다. 이 동작은 '저녁을 먹는다'고 부른다. 저녁을 먹은 후엔 마지막 베팅이 있고, 그 뒤에는 죽지 않은 모두가 자신의 패를 보여주어 승자를 가린다.

## 패의 서열
바둑이는 포커와 매우 다른 패의 서열을 가지고 있다. 메이드(영어 made에서 유래한 것으로 보인다)는 네 장의 카드의 무늬와 숫자가 모두 다른 것이다. 따라서 네 장 중에 같은 무늬나 숫자의 카드가 있는 패는 메이드가 아니다. 네 장을 받자마자 메이드가 될 확률은 약 7% 정도이다. 메이드가 아닌 패는 노 메이드라고 부르며, 메이드는 언제나 노 메이드를 누른다. 한 장을 빼면 메이드가 되는 노 메이드 패는 두 장 이상을 빼야 메이드가 되는 패를 누르며, 두 장을 빼야 메이드가 되는 패는 세 장을 빼야 메이드가 되는 패를 누른다.
메이드끼리는 네 장 중 가장 숫자가 높은 카드의 숫자를 비교하여 우열을 가린다(에이스는 1로 취급한다). 로우볼과 같이, 숫자가 낮은 쪽이 이기며, 가장 높은 카드의 숫자가 같은 경우에는 두 번째로 높은 카드를 비교하며, 네 장의 카드가 모두 같다면 비긴다. 카드의 무늬는 이때 따지지 않는다.
따라서 가능한 최고의 패는 1-2-3-4 메이드이며, 최악의 패는 K-K-K-K이다.